# Аджарска автономна съветска социалистическа република
Аджарската автономна съветска социалистическа република (на грузински: აჭარის ავტონომიური საბჭოთა სოციალისტური რესპუბლიკა) е автономна съветска република в Съветския съюз, вътре в границите на Грузинската съветска социалистическа република, основана на 16 юли 1921.
Територията на републиката е 3000 квадратни километра, а населението 385 000 души. Съотношението градско/селско население съответно 177 000 към 208 000 души. Главните отрасли са нефтопреработка, машиностроене, хранителна промишленост. След разпадането на СССР през 1991 тя е наследена от Автономна република Аджария в Грузия.

## Население
Националния състав на населението по данни от 1979 е следния:
- грузинци – 284 000
- руснаци – 35 000
- арменци – 16 000
- гърци – 5000

## История
След временна окупация от турски и британски войски през 1918 – 1920, Аджария се обединява отново с Грузия през 1920. След кратък военен конфликт през март 1921, правителството в Анкара отстъпва територията на Грузия поради глава VI от договора от Карс с условието да бъде осигурена автономия на мюсюлманското население. Съветският съюз създава Аджарска автономна съветска социалистическа република на 16 юли 1921 в съгласие с тази клауза. Въпреки това Йосиф Сталин потиска както исляма, така и християнството.